# チェロ協奏曲 (尾高尚忠)
チェロ協奏曲イ短調作品20は、日本の作曲家、指揮者尾高尚忠が作曲したチェロ協奏曲である。

## 初演
1944年、義弟（相婿）の倉田高（倉田澄子の父）のために作曲され、初演された。しかし、戦時中の厳しい事情のために全曲初演とはならなかった。

## 楽曲構成
演奏時間は約40分。

### 第1楽章
Allegro energico, e passionatoイ短調、ソナタ形式。トゥッティの後にチェロが奏する第1主題は、都節の趣を持っている。転調が続き、6度上のヘ長調で、同じくチェロによって第2主題が提示される。展開部は激しい調の移り変わりが起き、その中でクライマックスが形成される。

### 第2楽章
Lento cantabile, con variazioniロ短調、変奏曲形式。チェロ独奏の息の長い叙情的で情熱的な主題と5つの変奏曲からなる。第1変奏、第2変奏はテンポがあがりリズミックであるが、第3変奏は趣が変わり、ホルンが牧歌的な主題を提示する。第4変奏はアレグロ・ヴィヴァーチェに変わり、第5変奏に入る前にチェロのカデンツァが挿入される。

### 第3楽章
Adagio espressivo - Allegro con brioイ長調。ロンド形式。序奏とABACA、コーダの変則的なロンド形式。序奏の後テンポはアレグロになるが、C部分でアダージョ・エスプレッシーヴォ・エ・カンタービレとなる。ここでの楽想は転調を重ねながら4回繰り返される。Aの再現後、序奏の動機を素材としたコーダが続き、ここで全体のクライマックスが築かれる。